# FA Charity Shield 1958
Lo FA Charity Shield 1958, noto in italiano anche come Supercoppa d'Inghilterra 1958, è stata la 36ª edizione della Supercoppa d'Inghilterra.
Si è svolto il 6 ottobre 1958 al Burnden Park di Bolton tra il Wolverhampton, vincitore della First Division 1957-1958, e il Bolton, vincitore della FA Cup 1957-1958.
A conquistare il titolo è stato il Bolton che ha vinto per 4-1 con reti di Fred Hill, Neville Bannister e Nat Lofthouse (doppietta).

## Partecipanti
| Squadre       | Qualificazione                           | Partecipazioni precedenti (il grassetto indica la vittoria) |
| ------------- | ---------------------------------------- | ----------------------------------------------------------- |
| Wolverhampton | Vincitore della First Division 1957-1958 | 2 (1949, 1954)                                              |
| Bolton        | Vincitore della FA Cup 1957-1958         | Nessuna                                                     |

## Tabellino
| Bolton 6 ottobre 1958                                              | Bolton    | 4 – 1 referto | Wolverhampton | Burnden Park (36.029 spett.) |
| \| \| \| \| \| Hill Bannister Lofthouse \| Marcatori \| Durandt \| |           |               |               |                              |
|                                                                    |           |               |               |                              |
| Hill Bannister Lofthouse                                           | Marcatori | Durandt       |               |                              |

### Formazioni
| Bolton:      |    |                   |
|              |    |                   |
| P            | 1  | Joe Dean          |
| D            | 2  | Roy Hartle        |
| D            | 3  | Gordon Edwards    |
| D            | 5  | John Higgins      |
| C            | 4  | Derek Hennin      |
| C            | 6  | Malcolm Edwards   |
| C            | 7  | Neville Bannister |
| C            | 10 | Fred Hill         |
| C            | 11 | Doug Holden       |
| A            | 8  | Dennis Stevens    |
| A            | 9  | Nat Lofthouse     |
| Allenatore:  |    |                   |
| Bill Ridding |    |                   |

| Wolverhampton: |    |                   |
|                |    |                   |
| P              | 1  | Malcolm Finlayson |
| D              | 2  | Eddie Stuart      |
| D              | 3  | Gerry Harris      |
| D              | 5  | Billy Wright      |
| C              | 6  | Eddie Clamp       |
| C              | 4  | Ron Flowers       |
| C              | 7  | Gerry Mannion     |
| C              | 10 | Bobby Mason       |
| C              | 11 | Des Horne         |
| A              | 8  | Cliff Durandt     |
| A              | 9  | Jimmy Murray      |
| Allenatore:    |    |                   |
| Stan Cullis    |    |                   |